# Copa Itaú de Skate
A Copa Itaú de Skate foi uma competição de skate disputada no Brasil em 1989 e 1990 na praia de Ipanema, no Rio de Janeiro, considerada um marco no Brasil.
A fórmula de disputa de ambas edições foi por bateria Homem X Homem
| Edição | Ano  | Vencedor     | Vice         | Atletas Convidados para Apresentação*                      | Ref.  |
| ------ | ---- | ------------ | ------------ | ---------------------------------------------------------- | ----- |
| I      | 1989 | Leonel Dinho | Sérgio Negão | Mike Alba, Antony ”Gator” Rogowski, Joe Johnson e Ken Park | [ 3 ] |
| II     | 1990 | Mauro Mureta | Lincoln Ueda | Mark Gonzales, Nick Guerrero, Kevin Harris e John Sonner   | [ 2 ] |

- Nota: Não participaram do torneio. Foram apenas convidados para apresentação.